# Робітниче Селище № 5
Робітни́че Се́лище № 5 (рос. Рабочий Посёлок №5) — колишнє селище в Кіровському районі Ленінградської області, Росія.